# Törbel
Törbel (walsertyska: Terbil/Teerbìl) är en ort och kommun i distriktet Visp i kantonen Valais, Schweiz. Kommunen har 494 invånare (2023).